# آریانا کالدرون
آریانا کالدرون (انگلیسی: Ariana Calderón؛ زادهٔ ۱۲ مهٔ ۱۹۹۰) بازیکن فوتبال اهل ایالات متحده آمریکا است.
وی همچنین در تیم ملی فوتبال زنان مکزیک بازی کرده‌است.